# Porto do Souto
Porto do Souto es una localidad española situada en la parroquia de La Canda, municipio de Piñor, comarca de Carballino, provincia de Orense, Galicia. En 2023 contaba con doce habitantes, cinco hombres y siete mujeres.
Situado en la ruta de peregrinación de la Vía de la Plata del Camino de Santiago y próximo al histórico Monasterio de Oseira, esta área es reconocida por su herencia cultural y por las tradiciones que aún preserva. La localidad colinda con el municipio de San Cristóbal de Cea, célebre por la producción artesanal de Pan de Cea, el único pan en España que posee Indicación Geográfica Protegida (IGP).
Porto do Souto se encuentra a 25 km de Orense, 76 km de Santiago de Compostela, 80 km de Pontevedra, 87 km de Lugo, 95 km de Vigo y aproximadamente a 100 km de la frontera con Portugal.

## Historia

### Curtidurías en Porto do Souto

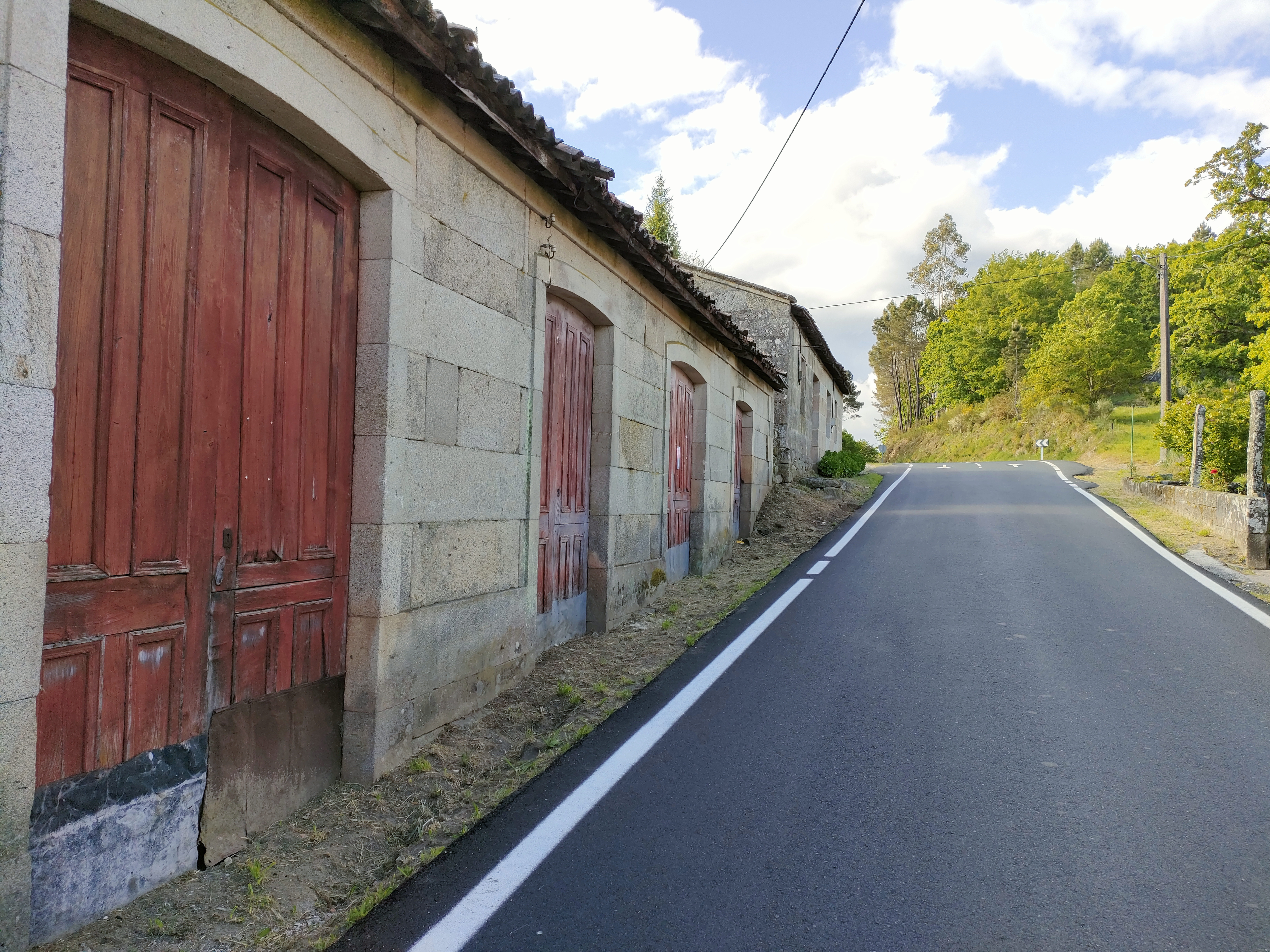
Antiguas curtidurías de Porto do Souto.

Porto do Souto se dedicó desde el siglo XVIII al curtido de pieles, beneficiándose de su proximidad al río Silvaboa y de la abundancia de roble, cuya corteza es fundamental para el proceso de curtido gracias a su alto contenido de taninos.
Los métodos tradicionales empleados eran laboriosos y estaban profundamente arraigados en las tradiciones locales, protagonizando la producción de cuero en la región hasta bien entrado el siglo XX.

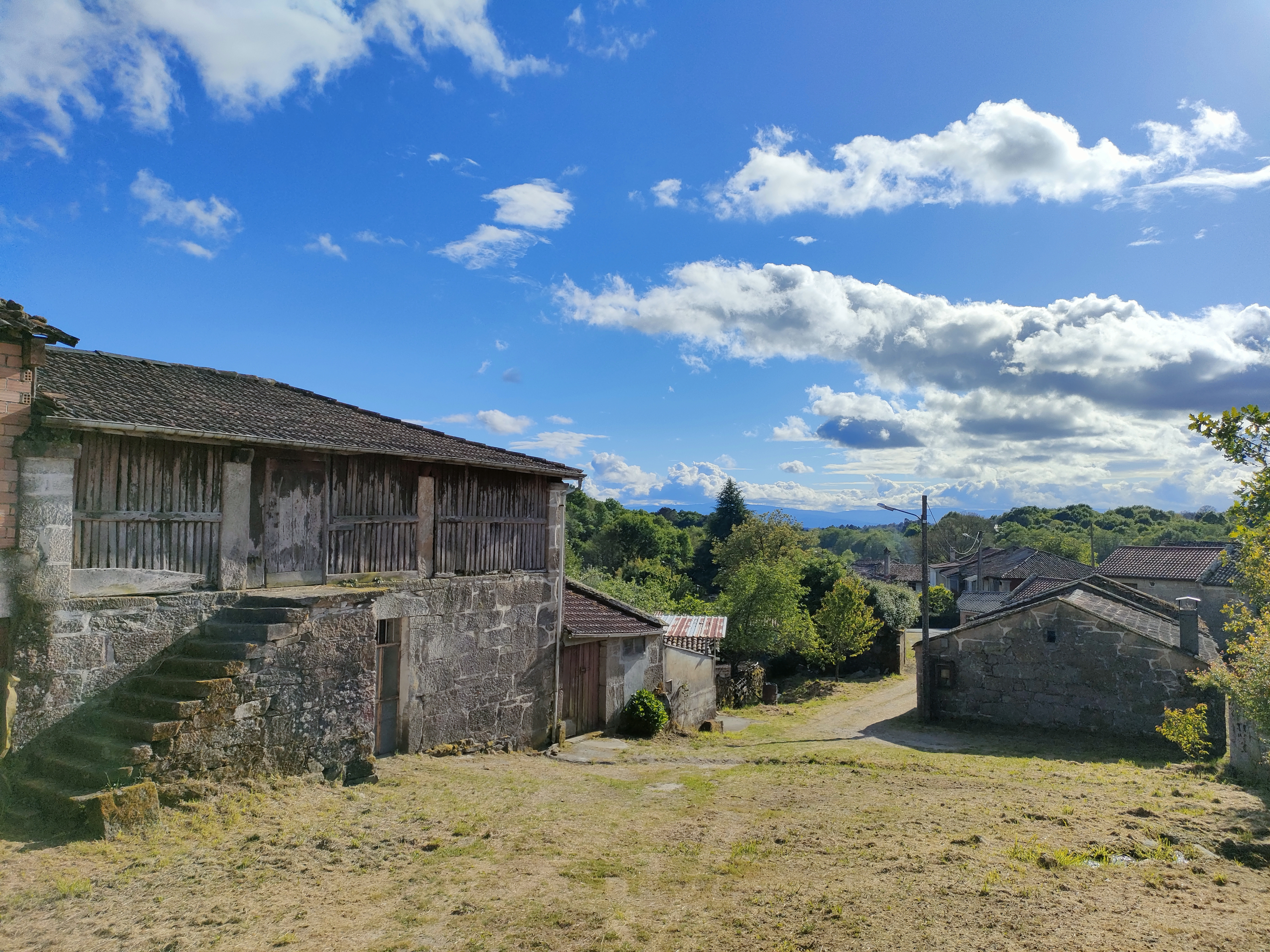
Perspectiva de Porto do Souto.

Porto do Souto es un ejemplo destacado de cómo las actividades industriales se mezclaban con las residenciales, creando una comunidad centrada alrededor de las curtidurías, aldeas-fábrica, lugares esenciales para entender la dinámica socioeconómica rural de Galicia.
El cierre de las curtidurías en el siglo XX debido a la mecanización y la centralización produjo un impacto negativo en la economía local. Porto do Souto conserva edificios históricos y ruinas de su antigua industria. Estos lugares recuerdan el pasado industrial de la aldea y forman parte del patrimonio cultural de Galicia.